# NGC 4156
NGC 4156 (również PGC 38773 lub UGC 7173) – galaktyka spiralna z poprzeczką (SBb), znajdująca się w gwiazdozbiorze Psów Gończych. Odkrył ją William Herschel 17 marca 1787 roku. Jest to galaktyka z aktywnym jądrem.
W galaktyce tej zaobserwowano supernową SN 1974A.